# Atmolón
Atmolón är en ort i Mexiko.   Den ligger i kommunen Cuetzalan del Progreso och delstaten Puebla, i den sydöstra delen av landet, 180 km öster om huvudstaden Mexico City. Atmolón ligger 520 meter över havet och antalet invånare är 189.
Terrängen runt Atmolón är bergig, och sluttar norrut. Runt Atmolón är det tätbefolkat, med 383 invånare per kvadratkilometer. Närmaste större samhälle är Olintla, 15,8 km väster om Atmolón. I omgivningarna runt Atmolón växer huvudsakligen savannskog.